# Geissanthus argutus
Geissanthus argutus là một loài thực vật có hoa trong họ Anh thảo. Loài này được (Kunth) Mez mô tả khoa học đầu tiên năm 1902.